# تمرد متسلم البصرة 1788
تمرد متسلم البصرة 1788 هو تمرد حدث سنة 1203هـ/1788م عندما أراد متسلم البصرة مصطفى آغا الاستقلال عن تبعيته لبغداد والانفراد بحكم البصرة. وحاول استمالة الضباط الأتراك في البصرة، وكذلك حاول استمالة الشيخ ثويني السعدون أمير قبائل المنتفق ليكون في صفه. وقد علم الوزير سليمان باشا والي بغداد ماكان ينويه مصطفى آغا، فأراد أن يدبر اغتياله إن تعذر القبض عليه، فعلم المتسلم بذلك الأمر فأعلن التمرد ضد الوالي ورفض دفع الخراج لبغداد.

## البداية
دخل الشيخ ثويني بن عبد الله البصرة يوم 6 أيار/مايو 1787م بخمسة آلاف من رجاله، فاستولى على أسطولها دون حوادث، وقبض على متسلمها «إبراهيم أفندي» ووضعه بسفينة وأرسله إلى مسقط. ثم حاول استمالة الباب العالي للموافقة على تعيينه متسلمًا للبصرة، ولكن الحكومة المركزية رفضت طلبه باعتباره «إعرابيا تغلب على البصرة واحتلها». ولما بلغ سليمان باشا ما أحدثه الشيخ ثويني في البصرة وفشل مهمته في إسطنبول جهز جيشا كثيفًا، فطلب مساعدة شيخ بني كعب وانحاز إليه حمود بن ثامر خصم ثويني، فاندلعت معركة في «أم الحنطة» بالقرب من البصرة في 14 محرم 1202هـ/25 تشرين الأول/أكتوبر 1787م انكسر فيها ثويني وفر هاربًا إلى الجهرة ولم يتعقبه الياشا الذي دخل المدينة فعين حمود الثامر شيخًا للمنتفق و«مصطفى آغا الكردي»، متسلمًا على البصرة. ثم جمع الباشا من المدينة غرامة ثقيلة، وضاعف الرسوم الجمركية للمدة الباقية من السنة. وقد قدم بعدها الشيخ ثويني إلى بغداد طالبًا العفو من سليمان باشا فعفا عنه.

## التمرد
وما إن هدأت الأحوال في البصرة حتى همّ مصطفى آغا بإعلان الاستقلال عن بغداد، وأخذ يستميل ضباط الجيش إلى جانبه، ويبذل إليهم الأموال والهدايا. ثم كتب كتابًا إلى الشيخ ثويني السعدون يخبره بعزمه عزل الشيخ حمود عن مشيخة المنتفق وإعادتها إليه، وقد كتب نفس الكتاب إلى الوزير سليمان باشا في بغداد. ولكن لم يفت سليمان باشا ماكان ينويه مصطفى آغا من هذا الطلب، ولكنه لم يتسرع بالأمر فأجابه إلى طلبه وأسند مشيخة المنتفق إلى الشيخ ثويني، ثم أصدر فرمانًا بنقل قائد فرقة خيالة البصرة إلى بغداد، وكان هذا القائد من أكبر مناصري مصطفى آغا ومن مؤيدي فكرته.
ثم كتب كتابًا إلى مصطفى آغا وأرسله إليه مع الشيخ محمد الشاوي أمير قبيلة العبيد يحذره فيه من العصيان كي لا يعرض نفسه إلى العواقب السيئة، وفي نفس الوقت أرسل كتابًا مع محمد الشاوي إلى «مصطفى حجازي» قبطان البحرية في البصرة يأمره بالقبض على مصطفى آغا سلميًا وعند عدم التمكن من ذلك فليقتله. فعلم متسلم البصرة بذلك الأمر فقتل القبطان وأعلن التمرد على بغداد وامتنع عن دفع الخراج وذلك سنة 1203هـ/1788م.

## قمع التمرد
لما علم سليمان باشا بذلك التمرد خرج من بغداد يوم 11 جمادى الأولى 1202هـ/ 8 شباط/فبراير 1788م بجيش كبير متوجها نحو البصرة، فأعد الشيخ ثويني وسائل للدفاع استعدادًا للمعركة، ولكن ما إن وصل الوزير وجيشه إلى العرجاء حتى أصيب ثويني بارتباك واضطراب، فمال إلى الصحراء، وقيل إلى الكويت. فأعاد الوزير سليمان باشا الشيخ حمود إلى مشيخة المنتفق وأكمل طريقه نحو البصرة. فلما علم متسلم البصرة مصطفى آغا بقرب وصول سليمان باشا بتلك القوة لم يجد مع أخيه معروف آغا مخرجا سوى ان يستقلا سفينة ويحملا ما يمكن حمله من الأموال ويفرا نحو الكويت محتمبًا بشيخها عبد الله الصباح وذلك في سنة 1204هـ/1789م. فأرسل الباشا والكيخيا إلى الشيخ طالبين منه تسليم اللاجئين إليه مع كافة الأموال التي حملها معه، فدارت اتصالات بين الشيخ وبين سليمان باشا كانت معظمها حول طلب اصدار عفو عن مصطفى آغا ولكنها لم تجد نفعا، حيث أن الشيخ رفض طلبهم. ولما رأى الباشا ذلك طلب من وكيل شركة الهند الشرقية الإنجليزية في البصرة أن يتدخل بحكم روابط الصداقة مع شيخ الكويت لتسليم المتمردين، فاعتذر الشيخ عبد الله رافضًا، ولكن وكيل الشركة أخبره في رسالة بتاريخ 17 نيسان/أبريل 1789م بأن سليمان باشا بصدد إرسال قوات حربية إلى الكويت، فرد الشيخ قائلا: إنه على استعداد لقتال الباشا في سبيل حماية ضيوفه إذا لم يكن هناك سبيل آخر غير الحرب.
وقد أكد الشيخ عبد الله للمقيم الإنجليزي وللباشا بأنه لاداعي لخوفهما من أن يشن اللاجئون هجومًا على البصرة ماداموا في الكويت. ولكن مخاوف الباشا كان لها مايبررها:«فقد جمع ثويني في بداية شهر يولية قوة بالقرب من قرية الجهرة وهو مكان يقع قريبًا من القرين حيث انضم له مصطفى آغا المتسلم السابق ونحو مئة وخمسين خيالًا تركيًا»، وتقدم جيشهما الصغير نحو البصرة، وفي العاشر من تموز/يوليو عسكروا في صفوان على بعد 30 ميلا جنوب البصرة نحو الكويت، وهناك التقى بهم حمود بن ثامر شيخ المنتفق الجديد والمتسلم لمدينة البصرة، فانهزم ثويني ومصطفى آغا، فلجأ الأول إلى «غضبان بن محمد» شيخ بني كعب في الدورق، بينما عاد الآخر ومعه أخوه وبعض الأتراك إلى الكويت، وهناك باعوا خيولهم وذهبوا إلى مدينة مسقط بقصد التوجه إلى مكة. وقد ذكر خزعل بأن الشيخ أشار تلميحًا على مصطفى آغا ينصحه بالسفر إلى نجد بأمواله مع قافلة كانت تعتزم السفر إلى هناك تفاديًا من تسليمه إلى سليمان باشا، وأن يترك جزءًا يسيرًا من أمواله لتسليمها إلى الباشا ترضية له، فوافقه مصطفى آغا على ذلك. فكتب الشيخ عبد الله إلى سليمان باشا يخبره بمغادرة مصطفى آغا الكويت دون علمه، وقد أرسل له مع الكتاب ماتركه الآغا من أموال. فصرف الباشا النظر عن ذلك وعاد إلى بغداد.